# 莱里达鸟属
莱里达鸟（学名：Ilerdopteryx）是鸟类已灭绝的一个属，可能属于反鸟类，来自西班牙早白垩世的拉佩雷拉德鲁比斯组印版石灰岩。模式种公路莱里达鸟（I. viai）仅所知于一组孤立的廓羽。